# Sant Pau de Segúries
Sant Pau de Segúries, històricament Seguries ([səɣu'ɾiəs]), és un municipi català de la vall de Camprodon, que pertany oficialment a la comarca del Ripollès i està situat al nord-est de la regió de l'Alt Ter.

## Geografia
- Llista de topònims de Sant Pau de Segúries (Orografia: muntanyes, serres, collades, indrets..; hidrografia: rius, fonts...; edificis: cases, masies, esglésies, etc).

És situat prop del límit amb la Garrotxa, a la Vall del Ter, accidentat per la Serra del Capsacosta, al sud, i pel puig de Miralles, contraforts meridionals de la Serra Cavallera, al nord-oest. El poble, que es troba a una altitud de 860 metres, fou edificat a la riba esquerra del riu Ter.
El municipi comprèn també el poble de La Ral.
| Entitat de població  | Habitants (2023) |
| Sant Pau de Segúries | 706              |
| la Ral               | 36               |
| Font: Idescat        |                  |

## Història
El lloc és esmentat ja l'any 898, i l'església el 920. Entre el 907 i el 927 se'n possessionà el monestir de Sant Joan de les Abadesses, que en conservà la jurisdicció. L'abat Pere de Soler hi establí uns solars entre 1203 i 1217, i el seu successor, Arnau de Corsavell, li concedí carta de poblament i franqueses el 1217.
El nucli antic és de carrers estrets, i modernament s'ha eixamplat per la carretera de Ripoll a Camprodon. El 1971 hom hi bastí una nova església, obra de Francesc Vayreda i Pau Monguió. L'antiga església, a llevant del nucli, fou edificada entre 1681 i 1693.
El municipi comptà amb un dels primers equips de bàsquet femení de la província de Girona, el Club Bàsquet Santpauenc, i també fou un dels primers municipis gironins en disposar d'un pavelló cobert.

## Evolució demogràfica
| 1497 f | 1515 f | 1553 f | 1717 | 1787 | 1857 | 1877 | 1887 | 1900 | 1910 |
| ------ | ------ | ------ | ---- | ---- | ---- | ---- | ---- | ---- | ---- |
| 2      | 4      | 3      | 275  | 379  | 480  | 439  | 465  | 461  | 487  |

| 1920 | 1930 | 1940 | 1950 | 1960 | 1970 | 1981 | 1990 | 1992 | 1994 |
| ---- | ---- | ---- | ---- | ---- | ---- | ---- | ---- | ---- | ---- |
| 580  | 585  | 568  | 606  | 602  | 585  | 607  | 606  | 656  | 656  |

| 1996 | 1998 | 2000 | 2002 | 2004 | 2006 | 2008 | 2010 | 2012 | 2014 |
| ---- | ---- | ---- | ---- | ---- | ---- | ---- | ---- | ---- | ---- |
| 648  | 659  | 655  | 658  | 656  | 666  | 699  | 710  | 675  | 674  |

| 2016 | 2018 | 2020 | 2022 | 2024 | 2026 | 2028 | 2030 | 2032 | 2034 |
| ---- | ---- | ---- | ---- | ---- | ---- | ---- | ---- | ---- | ---- |
| 670  | 707  | 688  | 732  | 724  | -    | -    | -    | -    | -    |

## Economia
Els conreus són principalment de cereals. Són molt importants les pastures i la cria de bestiar. Posseeix una certa infraestructura turística.

## Llocs d'interès
- La Via romana que passa per la Vall de Bianya i el Capsacosta